# Aleksandr Skrjabin
Aleksandr Nikolajevič Skrjabin (rus. Алекса́ндр Никола́евич Скря́бин; Moskva, 6. siječnja 1872. – Moskva, 27. travnja 1915.) ↓1 bio je ruski pijanist i skladatelj. 

## Životopis
Majka mu je bila pijanistica Ljubov Petrovna Ščetinina. Kako je umrla godinu dana nakon njegova rođenja, tako je brigu o njegovu odrastanju i odgoju tada u najvećoj mjeri preuzela očeva sestra Ljubov Aleksandrovna Skrjabina, koja mu je pružila i prvu glazbenu poduku. Aleksandrova je umjetnička nadarenost već u najranijoj dobi bila zapažena: kao petogodišnjak znao je na glasoviru odsvirati melodije koje bi čuo, godinu dana kasnije počeo je skladati prva djela, pisati poeziju, inscenirati i izvoditi dramske predstave u krugu obitelji. U ljeto 1882. počeo je pohađati privatnu nastavu klavira kod Georgija Eduardoviča Konjusa, a u jesen iste godine položio prijemni ispit na Moskovskoj kadetskoj školi. No, tijekom školovanja Aleksandr je često i u raznim prigodama nastupao kao pijanist. Sergej Tanejev preporučio ga je 1885. ruskom pijanistu i pedagogu Nikolaju Zverevu, koji je odmah prepoznao  njegovu nadarenost i kvalitetu izvedbe.
Nakon tri godine poduke kod Zvereva, Skrjabin je 1888. na moskovskom Konzervatoriju započeo studij kompozicije kod Sergeja Tanejeva i studij glasovira kod Vasilija Safonova. Studij skladanja trebao je kasnije nastaviti u razredu Antona Arenskija, ali je zbog nesuglasica s novim profesorom odustao od diplome. 1892. diplomirao je klavir i za nagradu dobio malu Zlatnu medalju (veliku Zlatnu medalju tada je dobio Skrjabinov studijski kolega Sergej Rahmanjinov).
1894. Skrjabin debitira kao pijanist u Sankt Peterburgu. Iste godine upoznaje poznatoga ruskoga nakladnika i mecenu Mitrofana Beljajeva, koji mu organizira prva koncertna gostovanja u inozemstvu (1895./'96.). Ta su gostovanja i koncerti, prilikom kojih je Skrjabin gotovo isključivo izvodio vlastita djela, utjecali na Skrjabinov međunarodni ugled i karijeru. Nakon koncerta u Parizu, 1898. postaje profesorom klavira na moskovskom Konzervatoriju i sve se više afirmira kao skladatelj. U Moskvi se zadržao sljedećih pet godina i u tom je razdoblju skladao brojna djela za glasovir: ciklus etida op. 8, nekoliko zbirki preludija, prve tri sonate i jedini koncert u fis-molu.
Od 1904. do 1909. Skrjabin je s obitelji putovao svijetom i živio u inozemstvu: Švicarskoj, Italiji, Francuskoj, Belgiji i Sjedinjenim Državama. Njegov je skladateljski ugled u svijetu i u Rusiji porastao nakon praizvedbe Treće simfonije (nazvane još i Božanska poema) 1905. u Parizu, u koji se preselio 1907. Ruski impresario Sergej Djagilev, koji je u to vrijeme promicao ruske skladatelje i njihovu glazbu, organizirao mu je niz koncerata u zemljama zapadne Europe.
Godine 1909. Skrjabin se vratio u Rusiju, gdje je nastavio skladati. Umro je od sepse u travnju 1915. u rodnoj Moskvi.

## Glazba
U ranim Skrjabinovim skladbama primjetan je utjecaj Chopina i Liszta. Kasnije je upoznao glazbu Wagnera, Ravela i Debussya pa je, nadahnut njihovim glazbenim nazorima i idejama, sve samosvjesnije počeo razvijati i vlastiti skladateljski stil. Budući da je bio pijanist, skladao je pretežito glazbu za glasovir, ali i simfonijska djela. S vremenom je napustio tradicijsko poimanje tonalitetnosti temeljeno na tercno građenim akordima i njihovim međusobnim funkcijskim harmonijskim odnosima te je stvorio vlastiti tonski sustav svojevrsne »superkromatike«, rabeći često i tzv. sintetske ljestvice. 
Temeljem tih ljestvica nastajali su i (sintetski) akordi, koje je najčešće tvorio superponiranjem različitih oblika intervala kvarte. Jedan od takvih je i tzv. mistični akord: jer ga je Skrjabin obilno rabio u svojoj posljednjoj dovršenoj skladbi Prometej: Poema vatre, poznat je i pod nazivom »Prometejev akord«. Skrjabin je bio sinestet i pojedine je tonove »vezao« uz određene boje. Tako je, primjerice, u Prometeju skladao i dionicu za svjetlosni glasovir. Težio je, poput Wagnera, idealu sveobuhvatnoga umjetničkog djela (Gesamtkunstwerk). Njegov je nedovršeni Misterij trebao biti sinteza svih umjetnosti, a predviđao je čak i uporabu određenih mirisa. 
Svoje skladanje shvaćao je kao misaonu slobodu, kao težnju ka višem stupnju ljudske svijesti. U posljednjem se desetljeću svoga života potpuno predao egocentričnom misticizmu (djelomično pod utjecajem teozofa), uronivši u dekadentni, egzotično minuciozan stil koji je, na neki način, zvukovni ekvivalent tzv. nove umjetnosti.

### Najznačajnije skladbe
- Sonate, preludiji, etide, mazurke, valceri i nokturna za glasovir
- Koncert za glasovir i orkestar u fis-molu, op. 20 (1896/97)
- Sanjarenje, simfonijska pjesma op. 24 (Rêverie, 1898)
- Prva simfonija u E-duru, op. 26 (1900)
- Druga simfonija u c-molu, op. 29 (1901)
- Treća simfonija u c-molu, op. 43 - Božanska poema (Divin poème, 1902-1904)
- Poema ekstaze, simfonijska pjesma op. 54 (Le Poème de l’Extase, 1905-1908)
- Prometej: Poema vatre, simfonijska pjesma op. 60 (Prométhé: Le Poème du feu, 1908-1910)
- Misterij (1914/15, nedovršeno)

### Notna izdanja Skrjabinovih djela
- International Music Score Library Project (IMSLP)
- Mutopia Project
- Kreusch Sheet Music

### Skrjabinove snimke
- Skrjabinova izvedba 3. i 4. stavka vlastite Sonate za klavir br. 3, op. 23 (The Pianola Institute)